# Boussaad Hamane
Boussaad Hamane est un judoka algérien.

## Carrière
Boussaad Hamane est médaillé de bronze toutes catégories aux Jeux africains de 1973 à Lagos. 